# فولفغانع بوتسكام
Wolfgang Butzkamm بالألمانية (11 نوفمبر 1935 في هاغن) بروفسور متقاعد للغة الإنكليزية وأسلوبها التدريسي لدى الجامعة التقنية الراينية الفستفالينية (اختصارا RWTH) في أخن.

## الحياة
بعد دراسته في ماربورغ ومونستر ودورتموند وأبلتون أصبح مدرساً مساعداً لـلغة الألمانية كلغة أجنبية في أحد مدارس لندن. بعد انتهاء فترة تدريبه المهني أصبح مدرساً للانكليزية والفرنسية في ثانوية غيفيلسبيرغ، وبعدها مدرسة كامن. يعمل منذ 1989 لدى جامعة أخن (الجامعة التقنية الراينية الفستفالينية) إلى أن تقاعد عام 2003.

## تحسين وتصحيح نهج التعليم باللغة الواحدة
يعتبر السيد فولفغانغ بوتسكام مؤسس نهج تحسين وتصحيح طريقة التعليم باللغة الواحدة والتي نشر عنها منذ عام 1973 عدة مقالات ودراسات.

### القاعدة الأساسية
تنص الطريقة على لزوم استخدام اللغة الأجنبية خلال الدرس وبنفس الوقت الاستعانة باللغة الأم وعدم التخلي عنها. وبما أن اللغات تكتسب بالدرجة الأولى عبر استعمالها تعتبر اللغة الأجنبية بحد ذاتها الوسيلة لتعلمها، فهي الهدف والطريق إلى الهدف. في سياق متصل فإن المهارات المتطورة والتراكيب اللغوية في اللغة الأم ترافق المتعلم تلقائيا ودون بذل جهد ويجب استعمال هذه التراكيب والمهارات توضيحياً كما في طريقة «الساندويش»  „Sandwich-Technik“ والتي يمكن استعمالها لدى البدء في تعلم أساليب الحوار والإنشاءات اللغوية وفقاً للنموذج التالي:
1. تركيب لغوي جديد.
2. ترجمة اصطلاحية وشائعة الاستعمال (يمكن استعمال صفحتين متقابلتين، على إحداهما اللغة الأم وعلى الأخرى اللغة الأجنبية).
3. إعادة الإشارة إلى التركيب اللغوي.
مثال: كيف فعلت ذلك؟ - How did you make out? - كيف فعلت ذلك؟
إضافة إلى ذلك يمكن لتضافر الترجمتين الحرفية والاصطلاحية حل المشاكل القواعدية اللغوية على الفور، يسميها السيد بوتسكام طريقة العكس على اللغة الأم "Mother tongue mirroring".

### أمثلة
يمكن توضيح التعابير اللغوية الألمانية للناطقين باللغة الإنكليزية من حيث المبدأ دون شروح قواعدية إضافية:
| التركيب الألماني أًصلا       | الترجمة الإنكليزية الاصطلاحية | الترجمة الإنكليزية المراعية للقواعد الألمانية | الترجمة العربية الاصطلاحية | الترجمة العربية المراعية للقواعد الألمانية |
| --------------------------- | ----------------------------- | --------------------------------------------- | -------------------------- | ------------------------------------------ |
| Wir müssen Brot kaufen      | We must buy bread             | We must bread buy                             | علينا شراء الخبز           | نحن يجب الخبز شراء                         |
| weil wir Brot kaufen müssen | because we must buy bread     | because we bread buy must                     | لأنه علينا شراء الخبز      | لأن نحن الخبز شراء يجب                     |
| Wenn es sein muss           | If it must be                 | If it be must                                 | إن لزمت                    | عندما هي تكون يجب                          |

| التركيب الصيني           | الترجمة الاصطلاحية الإنكليزية   | الترجمة الإنكليزية المراعية للقواعد الصينية | الترجمة العربية الاصطلاحية | الترجمة العربية المراعية للقواعد الصينية |
| ------------------------ | ------------------------------- | ------------------------------------------- | -------------------------- | ---------------------------------------- |
| Nǐ hǎo                   | Hello                           | you good                                    | مرحبا                      | أنت جيد                                  |
| měigèrén dōu dǒng yīngyǔ | each one understands English    | each one all understand English             | كل شخص يفهم الإنكليزية     | كل شخص الجميع يفهمون الإنكليزية          |
| Shànghǎi bǐ Běijīng dà   | Shanghai is bigger than Beijing | Shanghai than Beijing big                   | شنغهاي أكبر من بكين        | شنغهاي من بكين كبير                      |

خلافا لـ شتيفان كراشين Stephen Krashen يعتبر السيد بوتسكام هذا الفهم المضاعف شرطاً أساسياً لتعلم اللغة:
على المتعلم فهم ما هو مقصود (الفهم الوظيفي أو فك التشفير) كما عليه أيضاً فهم طريقة التحدث (فهم بنيوي أو كسر الشيفرة). لأنه فقط خلال ذلك يستطيع المتعلم صياغة جمله الخاصة وذلك بعد فهم واكتشاف النسق اللغوي. يمكن للمتعلم الآن المغامرة ومحاولة صياغة: روما أقدم من برلين أو موزارت أشهر من شومان على سبيل المثال. لذا يجب التفكر في دور اللغة الأم في درس اللغة الأجنبية. فإن استعملت بشكل صحيح فهي أكثر عنصر إيجابي في درس اللغة الأجنبية وتمهد الطريق لكل اللغات.

### الخلفية النظرية
المهارات اللغوية المتطورة والناضجة في اللغة الأم تشكل القاعدة لتعلم باقي اللغات:
- لقد تعلمنا باللغة الأم المصطلحات والفكر.
- لقد تعلمنا التواصل باللغة الأم، فلدى التلميذ مهارة تواصل (منذ الولادة عملياً) وما يرتبط بها من حكمة وحصافة. ربما يكون أسلوب التعبير لدى تعلم لغة أجنبية بالدرجة الأولى من حيث الأهمية. في هذا الإطار تساعد هذه المهارة (ليس وحدها).
- لقد تعلمنا باللغة الأم النظام النحوي الأساسي بشكل حدسي وبالتالي فهي التي تطرق باب أي حاجز لغوي، لطالما فهم المتعلم البناء اللغوي الأجنبي واستطاع البناء باللغة الأم.
- في الوقت نفسه نستطيع الكتابة والنطق باللغة الأم بشكل متقن، كما نستطيع إضافة إلى ذلك القراءة.

و بالتالي فحسب السيد بوتسكام يتعلم الإنسان فقط مرة واحدة، كطفل.
طريقة تنوير التعليم باللغة الواحدة تعني استغلال المعرفة اللغوية باللغة الأم عبر الوسائل ثنائية اللغة المتعددة (إلى جانب إحادية اللغة). وبالتالي لا يتم تعريض فرض استخدام اللغة اللازم تعلمها للخطر كلغة عمل داعمة خلال الدرس، بل على العكس من ذلك تسهل ذلك. حتى في الدروس ثنائية اللغة Bilingual education يجب أن تتسلل اللغة الأم بشكل حذق.
تنوير نظرية التعليم باللغة الواحدة تشكلت كرد فعل على المبدأ الغير فعال وخاطئ اقتصادياً وواسع الانتشار - حسب رأي السيد بوتسكام - بتعليم اللغة الواحدة أو الطريقة المباشرة.

## منشورات
- 1973: Aufgeklärte Einsprachigkeit: Zur Entdogmatisierung der Methode im Fremdsprachenunterricht. Quelle & Meyer, Heidelberg (2. Auflage 1978)
- 1989: Psycholinguistik des Fremdsprachenunterrichts: Von der Muttersprache zur Fremdsprache. Francke, Tübingen/Basel (3., neu bearb. Auflage 2002)
- 1998: Code-Switching in a Bilingual History Lesson: the Mother tongue as a Conversational lubricant. نسخة محفوظة 11 ديسمبر 2017 على موقع واي باك مشين. In: International Journal of Bilingual Education and Bilingualism, 1.2, S. 81-99.
- 1999 (mit Jürgen Butzkamm): Wie Kinder sprechen lernen: Kindliche Entwicklung und die Sprachlichkeit des Menschen. Francke, Tübingen/Basel (2., vollständig neu bearb. Auflage 2004)
- 2000: Generative principle. نسخة محفوظة 11 ديسمبر 2017 على موقع واي باك مشين. In: Michael Byram (Hrsg.): Routledge Encyclopedia of Language Teaching and Learning. Routledge, London / New York, S. 232-234.
- 2003: We only learn language once: The role of the mother tongue in FL classrooms - death of a dogma. نسخة محفوظة 9 نوفمبر 2020 على موقع واي باك مشين. In: Language Learning Journal, 28, S. 29-39.
- 2004: Lust zum Lehren, Lust zum Lernen: Eine neue Methodik für den Fremdsprachenunterricht. Francke, Tübingen/Basel (2., verbess. Auflage 2007)
- 2005: Der Lehrer ist unsere Chance. Geisler, Essen.
- 2009 (mit John A.W. Caldwell): The Bilingual Reform: A Paradigm Shift in Foreign Language Teaching. Narr, Tübingen.
- 2011: Why make them crawl if they can walk. Teaching with mother tongue support. In: RELC Journal, 42.3, S. 379-391.